# Richard Goldstone
Richard Goldstone (* 26. října 1938 Boksburg, Jihoafrická republika) je jihoafrický právník. V letech 1980–1989 byl soudcem nejvyššího soudu Transvaalu, předtím byl sedmnáct let obchodním právníkem. Poté byl v letech 1990–1994 jedním ze soudců nejvyššího soudu celé Jihoafrické republiky. V rolích soudce byl považován za liberálního a podílel se na zmírňování apartheidu.
Dále jeho kariéra pokračovala ve službách Organizace spojených národů. V letech 1994–1996 byl hlavním žalobcem mezinárodního trestního tribunálu pro bývalou Jugoslávii a mezinárodního trestního tribunálu pro Rwandu. Poté se vrátil do Jihoafrické republiky a na návrh Nelsona Mandely zasedl v ústavním soudu. V roce 2009 opět pracoval pro OSN, když vedl komisi vyšetřující válku v Gaze.